# 尼古拉·彼得罗维奇·莫罗佐夫
尼古拉·彼得罗维奇·莫罗佐夫（羅馬化：Nikolay Petrovich Morozov；1916年8月25日—1981年10月13日）是苏联足球运动员、足球教练。他拥有苏联荣誉体育大师和苏联荣誉教练头衔。1966年，他带领苏联国家足球队在世界杯上获得第四名。